# Lista de deputados estaduais da Paraíba da 12.ª legislatura
Esta é a lista de deputados estaduais da Paraíba para a legislatura 1991–1995. Nas eleições estaduais, foram eleitos 36 deputados estaduais.

## Composição das bancadas
| Partido | Líder           | Bancada | Posição  |
| ------- | --------------- | ------- | -------- |
| PFL     | Álvaro Neto     | 9 / 36  | Oposição |
| PDS     | Gervásio Maia   | 9 / 36  | Oposição |
| PMDB    | Zenóbio Toscano | 8 / 36  | Governo  |
| PDT     | Pedro Adelson   | 8 / 36  | Oposição |
| PT      | Chico Lopes     | 1 / 36  | Oposição |
| PCdoB   | Simão Almeida   | 1 / 36  | Oposição |

## Deputados Estaduais
36 deputados estaduais foram eleitos para a legislatura 1991-95. As vagas foram assim distribuídas: 9 para PFL e PDS, 8 para PMDB e PDT, 1 para PT e PCdoB.
| Deputados estaduais eleitos | Partido | Votação | Percentual | Cidade onde nasceu   | Unidade federativa  |
| Deusdete Queiroga Filho     | PDS     | 23.131  | 2,69%      | João Pessoa          | Paraíba             |
| Armando Abílio              | PFL     | 20.205  | 2,35%      | Itaporanga           | Paraíba             |
| Nominando Diniz             | PDS     | 18.755  | 2,18%      | Princesa Isabel      | Paraíba             |
| Carlos Dunga                | PDS     | 17.464  | 2,03%      | Pombal               | Paraíba             |
| Valdecir Amorim             | PDS     | 15.911  | 1,85%      | Teixeira             | Paraíba             |
| Gervásio Maia               | PDS     | 15.446  | 1,79%      | Catolé do Rocha      | Paraíba             |
| Djaci Brasileiro            | PDT     | 15.086  | 1,75%      | Itaporanga           | Paraíba             |
| Zenóbio Toscano             | PMDB    | 14.936  | 1,73%      | Ingá                 | Paraíba             |
| Walter Brito                | PDS     | 14.042  | 1,63%      | Campina Grande       | Paraíba             |
| Levi Olímpio                | PMDB    | 13.828  | 1,61%      | São Bentinho         | Paraíba             |
| Dr. Lauri                   | PDT     | 13.386  | 1,55%      | Brejo dos Santos     | Paraíba             |
| Nilo Feitosa                | PFL     | 13.336  | 1,55%      | Monteiro             | Paraíba             |
| Milton Lúcio                | PFL     | 13.132  | 1,52%      | São Bento            | Paraíba             |
| Álvaro Neto                 | PFL     | 12.375  | 1,44%      | Campina Grande       | Paraíba             |
| Dr. Bosco                   | PMDB    | 12.027  | 1,4%       | João Pessoa          | Paraíba             |
| Vani Braga                  | PDT     | 11.864  | 1,34%      | Conceição            | Paraíba             |
| Tião Gomes                  | PDT     | 11.822  | 1,37%      | Pombal               | Paraíba             |
| Zé Feliciano                | PMDB    | 11.633  | 1,35%      | Sapé                 | Paraíba             |
| Múcio Sátyro                | PDS     | 11.349  | 1,32%      | Patos                | Paraíba             |
| Afrânio Bezerra             | PFL     | 11.029  | 1,28%      | João Pessoa          | Paraíba             |
| José Lacerda Neto           | PFL     | 11.013  | 1,28%      | São José de Piranhas | Paraíba             |
| Roberto Burity              | PDS     | 10.982  | 1,27%      | João Pessoa          | Paraíba             |
| Antônio Ivo                 | PDS     | 10.734  | 1,25%      | João Pessoa          | Paraíba             |
| Arnóbio Viana               | PDT     | 10.525  | 1,22%      | Solânea              | Paraíba             |
| Aércio Pereira              | PFL     | 10.519  | 1,22%      | Pombal               | Paraíba             |
| Ademir Morais               | PDT     | 10.410  | 1,21%      | Santa Luzia          | Paraíba             |
| Egídio Madruga              | PFL     | 10.316  | 1,2%       | Pedras de Fogo       | Paraíba             |
| Terezinha Pessoa            | PFL     | 10.199  | 1,18%      | Currais Novos        | Rio Grande do Norte |
| Tarcísio Marcelo            | PDT     | 10.099  | 1,17%      | João Pessoa          | Paraíba             |
| Ivânio Ramalho              | PMDB    | 9.961   | 1,16%      | Patos                | Paraíba             |
| Pedro Adelson               | PDT     | 9.654   | 1,12%      | Esperança            | Paraíba             |
| José Aldemir                | PMDB    | 9.613   | 1,12%      | Cajazeiras           | Paraíba             |
| Fernando Melo               | PMDB    | 7.590   | 0,88%      | Guarabira            | Paraíba             |
| Gilvan Freire               | PMDB    | 5.027   | 0,83%      | São Mamede           | Paraíba             |
| Simão Almeida               | PCdoB   | 4.538   | 0,53%      | João Pessoa          | Paraíba             |
| Chico Lopes                 | PT      | 4.482   | 0,52%      | Itaporanga           | Paraíba             |